# ماراللوي جعفرقلي خانلو
ماراللوي جعفرقلي خانلو (بالإنجليزية: Marallu-ye Jafarqoli Khanlu)‏ هي مستوطنة تقع في قسم انغوت الشرقي الريفي في إيران. يقدر عدد سكانها بـ 82 نسمة .